# Мільярдівка
Мільярдівка (у минулому — Міліардівка, Ней-Баден) — село в Україні, у Роздільнянській міській громаді Роздільнянського району Одеської області. Населення становить 155 осіб. Неподалік від села знаходиться зупинка «Буценівка» Одеської залізниці. Належить до Буцинівського старостинського округу.

## Історія
У 1926 році у селі була початкова школа та колгосп «Октоберштерн». У 1926 році село входило до складу Ельзаської сільради Фрідріх-Енгельсовського (Зельцького) району. 
1 лютого 1945 року до складу села увійшов хутір Буценка.
Станом на 1 вересня 1946 року село входило до складу Будьоннівської сільської ради.
На 1 травня 1967 року село входило до складу Кіровської сільської ради.
Виконавчий комітет Одеської обласної ради народних депутатів рішенням від 15 грудня 1987 року у Роздільнянському районі утворив Буцинівську сільраду з центром в селі Буцинівка і сільській раді підпорядкував села Карпівка, Кузьменка, Міліардівка, Новодмитрівка Кіровської сільради.
У результаті адміністративно-територіальної реформи село ввійшло до складу Роздільнянської міської територіальної громади та після місцевих виборів у жовтні 2020 року було підпорядковане Роздільнянській міській раді. До того село входило до складу ліквідованої Буцинівської сільради.
19 вересня 2024 року Верховна Рада України підтримала перейменування села Міліардівка на Мільярдівка. 26 вересня 2024 року перейменування набуло чинності.

## Населення
Населення у різні роки: 166 (1926), 325 (1943).
Згідно з переписом УРСР 1989 року чисельність наявного населення села становила 155 осіб, з яких 68 чоловіків та 87 жінок.
За переписом населення України 2001 року в селі мешкала 151 особа.
2010 — 152 особи;
2011 — 151 особа.

### Мова
Розподіл населення за рідною мовою за даними перепису 2001 року:
| Мова       | Відсоток |
| ---------- | -------- |
| українська | 87,42 %  |
| російська  | 5,96 %   |
| румунська  | 3,97 %   |
| болгарська | 2,65 %   |